# Campsis
Campsis es un género con dos especies de plantas de la familia Bignoniaceae. Nativa del este de Asia en China y Japón, y del sudeste de Estados Unidos.

## Descripción
Son enredaderas rastreras o trepadoras que alcanzan los 9 metros de longitud con grandes flores hermafroditas.

## Taxonomía
El género fue descrito por João de Loureiro  y publicado en Flora Cochinchinensis 2: 358, 377. 1790.

## Especies
- Campsis radicans
- Campsis grandiflora